# NHK日野ラジオ中継放送所
NHK日野ラジオ中継放送所（エヌエイチケイひのラジオちゅうけいほうそうしょ）は、鳥取県日野郡日野町にあるNHK鳥取放送局ラジオ第1放送の中継局である。

## 概要
- 当中継局は、日野郡日野町下黒坂字下黒坂に置かれ、県南西部などへ電波を発射している。

## 中継局概要
| 周波数（kHz） | 放送局名    | 空中線 電力 | 放送対象地域 | 放送区域 内世帯数 |
| 1584          | NHK 鳥取第1 | 100W        | 鳥取県       | 不明              |